# Coyrière
Coyrière ist eine Gemeinde im französischen Département Jura in der Region Bourgogne-Franche-Comté.

## Geographie
Coyrière liegt auf 702 m, etwa sechs Kilometer südsüdwestlich der Stadt Saint-Claude (Luftlinie). Das Bauerndorf erstreckt sich im Jura, im tief eingeschnittenen Tal des Tacon, zwischen der Höhen der Combe Mathieu im Westen und der Hautes-Combes im Osten.
Die Fläche des 4,11 km² großen Gemeindegebiets umfasst einen Abschnitt des französischen Juras. Die westliche Grenze verläuft entlang dem Tacon, der sein Wasser der Bienne zuführt. Das an seiner Oberkante maximal zwei Kilometer breite Tal ist canyonartig in die Hochflächen der Hautes-Combes eingesenkt und weist an der nördlichen Gemeindegrenze eine Tiefe von mehr als 500 m auf. Die oberen Talhänge sind sehr steil ausgeprägt und werden von Felsbändern durchzogen (widerstandsfähige Kalksteinschicht). Das Gemeindeareal erstreckt sich bis an den Rand der Hochfläche der Hautes-Combes (Les Couronnes), auf der mit 1125 m die höchste Erhebung von Coyrière erreicht wird. Das Gemeindegebiet ist Teil des Regionalen Naturparks Haut-Jura (frz.: Parc naturel régional du Haut-Jura).
Nachbargemeinden von Coyrière sind Villard-Saint-Sauveur im Norden, Les Moussières im Osten sowie Coiserette im Süden und Westen.

## Geschichte
Seit dem Hochmittelalter gehörte Coyrière zusammen mit Coiserette zum Grundbesitz des Klosters Saint-Claude. Zu einer Gebietsveränderung kam es 1790, als Coiserette von Coyrière abgetrennt und zu einer eigenständigen Gemeinde erhoben wurde. Während des Zweiten Weltkrieges wurde Coyrière 1944 von deutschen Truppen geplündert und gebrandschatzt. Das wiederaufgebaute Dorf besitzt keine eigene Kirche.

## Bevölkerung
| Jahr                       | 1962 | 1968 | 1975 | 1982 | 1990 | 1999 | 2005 | 2017 |
| Einwohner                  | 48   | 50   | 40   | 48   | 74   | 74   | 61   | 65   |
| Quellen: Cassini und INSEE |      |      |      |      |      |      |      |      |

Mit 66 Einwohnern (Stand 1. Januar 2022) gehört Coyrière zu den kleinsten Gemeinden des Départements Jura. Nachdem die Einwohnerzahl in der ersten Hälfte des 20. Jahrhunderts markant abgenommen hatte (1886 wurden noch 197 Personen gezählt), wurden seit Beginn der 1960er Jahre nur relativ geringe Schwankungen verzeichnet.

## Wirtschaft und Infrastruktur
Coyrière war bis weit ins 20. Jahrhundert hinein ein vorwiegend durch die Landwirtschaft, insbesondere Viehzucht und Milchwirtschaft, sowie durch die Forstwirtschaft geprägtes Dorf. Noch heute leben die Bewohner zur Hauptsache von der Tätigkeit im ersten Sektor. Außerhalb des primären Sektors gibt es nur wenige Arbeitsplätze im Dorf.
Die Ortschaft liegt abseits der größeren Durchgangsstraßen. Straßenverbindungen bestehen via Coiserette oder Villard-Saint-Sauveur mit Saint-Claude.

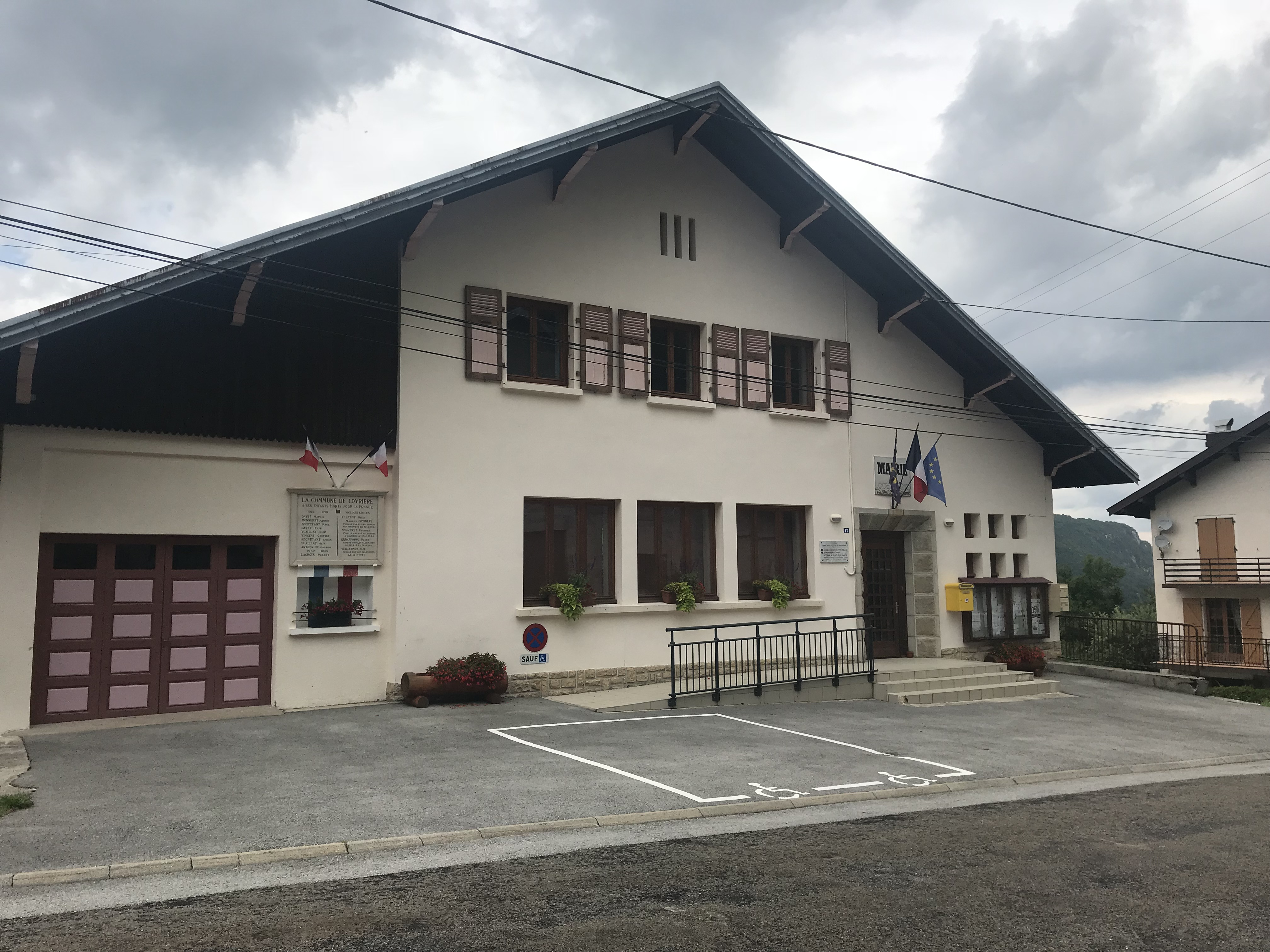
Mairie Coyrière